# Bibliothèque nationale du Burkina Faso
La Bibliothèque nationale du Burkina Faso  en abrégé la BNB, est la bibliothèque de dépôt légal et de droit d'auteur du Burkina Faso. Elle est créée le 6 novembre 1996.
La législation nationale détermine le processus de collecte et de préservation du patrimoine documentaire national, principalement par le biais du dépôt légal. Des lois et règlements régissent également la publication de la bibliographie nationale, le contrôle bibliographique et la gestion des ISBN et ISSN. 
Depuis 2012 un espace de 4 hectares est aménagé au quartier Ouaga 2000 pour accueillir la construction du nouveau siège de la BNB.